# 3760 Poutanen
3760 Poutanen је астероид главног астероидног појаса са средњом удаљеношћу од Сунца која износи 2,534 астрономских јединица (АЈ).
Апсолутна магнитуда астероида је 12,6.